# Microcreagrella caeca
Genre
Espèce
Synonymes
- Obisium caecum Simon, 1883

Microcreagrella caeca, unique représentant du genre Microcreagrella, est une espèce de pseudoscorpions de la famille des Syarinidae.

## Distribution
Cette espèce est endémique de Macaronésie. Elle se rencontre au Portugal aux Açores et à Madère et en Espagne aux îles Canaries.

## Liste des sous-espèces
Selon Pseudoscorpions of the World (version 3.0) :
- Microcreagrella caeca caeca (Simon, 1883) de Madère, des Açores et des îles Canaries
- Microcreagrella caeca madeirensis Beier, 1963 de Madère

## Systématique et taxinomie
Cette espèce a été décrite sous le protonyme Obisium caecum par Simon en 1883. Elle est placée dans le genre Ideobisium par Balzan en 1892, dans le genre Microcreagris par Beier en 1932 puis dans le genre Microcreagrella par Beier en 1961.

## Publications originales
- Simon, 1883 : Études arachnologiques. 14e Mémoire. XXI. Matériaux pour servir à la faune arachnologique des îles de l'Océan Atlantique (Açores, Madère, Salvages, Canaries, Cap Vert, Sainte-Hélène et Bermudes). Annales de la Société Entomologique de France, sér. 6, vol. 3, p. 259-314 (texte intégral).
- Beier, 1961 : Pseudoscorpione von den Azoren und Madeira. Boletim do Museu Municipal do Funchal, vol. 14, p. 67-74.
- Beier, 1963 : Ordnung Pseudoscorpionidea (Afterskorpione). Bestimmungsbücher zur Bodenfauna Europas. Bestimmungsbücher zur Bodenfauna Europas. Berlin, p. 1-313.